# Stella Jongmans
Stella Helena Jongmans (* 17. Mai 1971 in Voorburg) ist eine ehemalige niederländische Leichtathletin, die sich auf den Mittelstreckenlauf spezialisiert hat. Ihren größten Erfolg feierte sie mit dem Vizehalleneuropameistertitel über 800 Meter 1996 in Stockholm sowie dem Sieg bei der Sommer-Universiade 1995 in Fukuoka.

## Sportliche Laufbahn
Erste internationale Erfahrungen sammelte Stella Jongmans vermutlich im Jahr 1989, als sie bei den Junioreneuropameisterschaften in Varaždin in 2:04,16 min die Bronzemedaille im 800-Meter-Lauf gewann. Im Jahr darauf schied sie bei den Juniorenweltmeisterschaften in Plowdiw schied sie mit 2:09,89 min im Halbfinale aus und 1992 belegte sie bei den Halleneuropameisterschaften in Genua in 2:03,50 min den fünften Platz. Im selben Jahr nahm sie an den Olympischen Sommerspielen in Barcelona mit 2:02,26 min in der ersten Runde aus. Im Jahr darauf wurde sie bei den Hallenweltmeisterschaften in Toronto in der Vorrunde über 800 Meter disqualifiziert und 1994 belegte sie bei den Halleneuropameisterschaften in Paris in 2:01,82 min den vierten Platz. Im August schied sie dann bei den Freiluft-Europameisterschaften in Helsinki mit 2:01,55 min im Halbfinale aus. 1995 belegte sie bei den Hallenweltmeisterschaften in Barcelona in 2:01,14 min den vierten Platz und schied im Sommer bei den Weltmeisterschaften in Göteborg mit 2:05,11 min im Semifinale aus. Daraufhin siegte sie in 2:02,13 min bei der Sommer-Universiade in Fukuoka. Im Jahr darauf gewann sie bei den Halleneuropameisterschaften in Stockholm in 2:01,88 min die Silbermedaille hinter der Französin Patricia Djaté-Taillard. Zudem nahm sie erneut an den Olympischen Sommerspielen in Atlanta teil und kam dort im Semifinale nicht ins Ziel. 1997 schied sie bei den Weltmeisterschaften in Athen in 2:05,50 min im Finale den achten Platz über 800 Meter und im Jahr darauf wurde sie bei den Halleneuropameisterschaften in Valencia in 2:03,82 min Vierte. 2000 belegte sie bei den Halleneuropameisterschaften in Gent in 2:03,11 min den sechsten Platz und 2004 beendete sie ihre aktive sportliche Laufbahn im Alter von 33 Jahren. 
In den Jahren 1993 bis 1995 sowie von 1997 bis 1999 sowie 2001 und 2002 wurde Jongmans niederländische Meisterin im 800-Meter-Lauf im Freien sowie von 1993 bis 1997 sowie 2000 und 2002 auch in der Halle. Zudem wurde sie 1996 Landesmeisterin im 400-Meter-Lauf sowie von 1992 bis 1994 über 1500 Meter. Zudem wurde sie 1994 und 1997 Hallenmeisterin über 1500 Meter.

## Persönliche Bestleistungen
- 400 Meter: 53,24 s, 31. Mai 1996 in Den Haag
- 800 Meter: 1:58,61 min, 28. Juni 1992 in Hengelo
  - 800 Meter (Halle): 2:00,6 min, 2. Februar 2000 in Erfurt
- 1500 Meter: 4:19,60 min, 21. Juni 1997 in Bern
  - 1500 Meter (Halle): 4:20,50 min, 23. Februar 1997 in Den Haag